# Републикански път I-9
Републикански път I-9 е първокласен път от Републиканската пътна мрежа на България с направление север-юг, преминаващ по територията на 3 области: Добричка, Варненска и Бургаска. Общата му дължина е 325,6 km, която го прави 6-и по дължина първокласен път в България. По цялото си протежение пътят съвпада с Европейски път Е87.

## Географско описание
Пътят започва от границата с Румъния при ГКПП Дуранкулак и се насочва на юг през най-източната част на Добруджанското плато. Минава последователно през селата Дуранкулак, Ваклино и Езерец и достига до град Шабла. Оттук пътят поема в югозападна посока, минава през селата Горун, Поручик Чунчево и Хаджи Димитър и достига северно от град Каварна. След това, вече със западно направление минава през селата Божурец и Топола и северно от град Балчик, завива на югозапад, слиза от Добруджанското плато при село Оброчище и достига долината на Батова река. Продължава на юг по долината на реката, минава през западната част на курорта „Албена“ и през село Кранево, достига до черноморското крайбрежие и навлиза във Варненска област.
Тук пътят запазва своето южно направление, като последователно минава през курортните комплекси „Златни пясъци“ и „Св. св. Константин и Елена“, пресича от изток на запад град Варна, минава по Аспаруховия мост и квартал „Аспарухово“ на Варна, изкачва се на билото на Авренското плато и южно от село Звездица се свързва с автомагистрала „Черно море“ при нейния 9,2 km. Оттук пътят продължава на юг по платото, като минава през селата Приселци и Близнаци, слиза от платото, пресича река Камчия и достига до село Старо Оряхово. При село Рудник преодолява северно разклонение на Камчийска планина, слиза в долината на Фъндъклийска река, при село Горица преодолява южното разклонение на планината, минава през град Бяла и навлиза в Бургаска област.
Тук Републикански път I-9 пресича река Двойница, минава през центъра на град Обзор и село Баня, преодолява билото на Еминска планина през Приморския проход (450 м н.в.) и в северната част на курортния комплекс „Слънчев бряг“ слиза в Бургаската низина. Оттук до град Бургас пътят следва крайбрежието като минава през западната част на курорта, пресича Хаджийска река и заобикаля град Ахелой (отсечката е пусната в експлоатация през 2018), заобикаля от запад Поморийското езеро и град Поморие, минава през квартал „Сарафово“ на град Бургас и достига северната част на Бургас. Пресича целия град от север на юг, минава източно от язовир „Мандра“ и през центъра на село Маринка и постепенно навлиза в северните разклонения на планината Странджа – рида Босна. Тук пътят запазва своето южно направление, минава през село Крушевец, при пътен кантон „Босна“ преодолява билото на рида, слиза в долината на Младежка река (ляв приток на Велека) и при село Звездец се изкачва на билото на следващия странджански рид. След селото слиза в дълбоката долина на река Велека, като я пресича по нов, голям и висок мост, завива на югоизток и достига до град Малко Търново. След града пътят рязко завива на запад и след 7,3 km достига до границата с Република Турция при ГКПП Малко Търново.
Общо в системата на Републикански път I-9 има 1+19 броя пътища от Републиканската пътна мрежа, от които: 2 броя пътища 2-ри клас (Републикански път II-97 въпреки че не се отклонява от Републикански път I-9 са води към неговата номенклатура); 7 броя пътища 3-ти клас с трицифрени номера и 10 броя пътища 3-ти клас с четирицифрени номера. Директно от Републикански път I-9 вляво и вдясно се отклоняват 1 второкласен и 11 третокласни пътища:
Второкласни пътища
- при 248,8 km, западно от квартал „Крайморие“ на град Бургас – наляво Републикански път II-99 (109,1 km) до град Малко Търново.

Третокласни пътища (с трицифрени номера)
- при 24,1 km, в град Шабла – наляво Републикански път III-901 (38,6 km) до 42,4 km на Републикански път I-9, североизточно от град Каварна;
- при 74,5 km, южно от село Оброчище – надясно Републикански път III-902 (25,4 km) до град Варна;
- при 141,2 km, в село Старо Оряхово – надясно Републикански път III-904 (41,3 km) до град Провадия;
- при 150 km, след село Рудник – надясно Републикански път III-906 (65,3 km) до 229,7 km на Републикански път I-9 северно от град Бургас;
- при 281 km, при пътен кантон „Босна“— надясно Републикански път III-908 (40 km) до 50,9 km на Републикански път II-79;
- при 281,9 km, при пътен кантон „Босна“ – наляво Републикански път III-907 (25,5 km) до 78,8 km на Републикански път II-99;

Третокласни пътища (с четирицифрени номера)
- при 58,1 km, североизточно от град Балчик – надясно Републикански път III-9002 (30,9 km) през селата Царичино, Кремена, Дропла, Змеево, Петлешково и Присад до град Генерал Тошево;
- при 109 km, непосредствено след Аспаруховия мост – надясно Републикански път III-9004 (40 km) през село Константиново, град Белослав и селата Разделна, Падина и Житница до 38,6 km на Републикански път III-904;
- при 121,7 km, северно от село Приселци – надясно Републикански път III-9006 (24,7 km) през селата Бенковски, Здравец и Аврен до село Синдел, при 11,4 km на Републикански път III-9044;
- при 237,3 km, в град Бургас – надясно Републикански път III-9008 (13 km) през квартал „Долно Езерово“ на град Бургас до 11 km на Републикански път III-7909:
- при 264,4 km – наляво Републикански път III-9009 (12,2 km) през село Ново Паничарево до село Ясна поляна при 21 km на Републикански път III-992.

## Подробно описание
| Пътища, отклоняващи се надясно (населено място, № на пътя, посока на пътя)                         | Км    | Пътища, отклоняващи се наляво (посока на пътя, № на пътя, населено място)         |
| -------------------------------------------------------------------------------------------------- | ----- | --------------------------------------------------------------------------------- |
| Община Шабла, Област Добрич, ГКПП Дуранкулак                                                       | 0     | ГКПП Дуранкулак, Област Добрич, Община Шабла                                      |
| | 4,7   | → общински път, (за къмпинг „Космос“)                                             |
| (от с. Кардам) III-2904, 38 km, с. Дуранкулак →                                                    | 6,1   | с. Дуранкулак                                                                     |
| с. Ваклино                                                                                         | 11,5  | с. Ваклино                                                                        |
| (от с. Конаре) III-2961, 24,2 km →                                                                 | 14,1  | → общински път (за с. Крапец)                                                     |
| (за с. Пролез) общински път, с. Езерец ←                                                           | 17,6  | с. Езерец                                                                         |
| (за с. Горичане) общински път, гр. Шабла ←                                                         | 24,1  | → гр. Шабла, 0 km, III-901 (до 42,4 km на I-9)                                    |
| с. Горун                                                                                           | 30,3  | → с. Горун, общински път, (за с. Тюленово)                                        |
| Община Каварна                                                                                     | 30,7  | Община Каварна                                                                    |
| с. Поручик Чунчево                                                                                 | 31,3  | с. Поручик Чунчево                                                                |
| с. Хаджи Димитър                                                                                   | 34    | с. Хаджи Димитър                                                                  |
| (за с. Раковски) общински път ←                                                                    | 37,4  |                                                                                   |
| | 42,4  | ← 38,6 km, III-901 (от гр. Шабла)                                                 |
| (от гр. Генерал Тошево) III-296, 41 km →                                                           | 43,5  | → 41 km, III-296 (до пристанище Каварна)                                          |
| | 46,6  | → общински път, (за гр. Каварна)                                                  |
| (за с. Селце) общински път ←                                                                       | 47,4  |                                                                                   |
| | 48,7  | → общински път, (за с. Божурец)                                                   |
| с. Топола                                                                                          | 50,1  | с. Топола                                                                         |
| Община Балчик                                                                                      | 52,9  | Община Балчик                                                                     |
| (до гр. Генерал Тошево) III-9002, 0 km ←                                                           | 58,1  |                                                                                   |
| (от гр. Нови пазар) II-27, 106,4 km →                                                              | 61,0  | → 106,4 km, II-27 (до пристанище Балчик)                                          |
| (за селата Стражица и Бобовец) общински път ←                                                      | 64,5  | → общински път, (за гр. Балчик)                                                   |
| (от 6,9 km на I-7) II-71, 124,3 km, с. Оброчище →                                                  | 74,3  | с. Оброчище                                                                       |
| (до гр. Варна) III-902, 0 km ←                                                                     | 74,5  |                                                                                   |
| к.к. „Албена“                                                                                      | 77,1  | к.к. „Албена“                                                                     |
| (за 3,6 km на III-902) общински път ←                                                              | 79,4  |                                                                                   |
| с. Кранево                                                                                         | 80,1  | с. Кранево                                                                        |
| Община Аксаково, Област Варна                                                                      | 83,5  | Област Варна, Община Аксаково                                                     |
| Община Варна                                                                                       | 85,7  | Община Варна                                                                      |
| (за кв. „Виница“, гр. Варна) общински път, к.к. „Златни пясъци“ ←                                  | 89,4  | к.к. „Златни пясъци“                                                              |
| (за кв. „Виница“, гр. Варна) общински път, к.к. „Св. св. Константин и Елена“ ←                     | 96,2  | к.к. „Св. св. Константин и Елена“                                                 |
| (от 74,5 km на I-9) III-902, 25,4 km, гр. Варна →                                                  | 98,0  | гр. Варна                                                                         |
| (от ГКПП Дунав мост) I-2, 203 km, гр. Варна →                                                      | 105,2 | гр. Варна                                                                         |
| (от гр. Девня) III-2008, 25 km, гр. Варна →                                                        | 106,3 | гр. Варна                                                                         |
| автомагистрала „Черно море“, 0 km, гр. Варна ← (до 38,6 km на III-904) III-9004, 0 km, гр. Варна ← | 109,0 | гр. Варна                                                                         |
| автомагистрала „Черно море“, 9,2 km →                                                              | 120,5 |                                                                                   |
| Община Аврен, (до с. Синдел) III-9006, 0 km ←                                                      | 121,7 | Община Аврен                                                                      |
| с. Приселци                                                                                        | 124,6 | с. Приселци                                                                       |
| с. Близнаци                                                                                        | 131,5 | → с. Близнаци, общински път, (за лет. „Камчия“)                                   |
| (за с. Равна гора) общински път ←                                                                  | 134,8 |                                                                                   |
| Община Долни чифлик                                                                                | 137,2 | Община Долни чифлик                                                               |
| (до гр. Провадия) III-904, 0 km, с. Старо Оряхово ←                                                | 141,2 | → с. Старо Оряхово, общински път, (за с. Ново Оряхово)                            |
| с. Рудник                                                                                          | 147,3 | с. Рудник                                                                         |
| Община Бяла, (до 229,7 km на I-9) III-906, 0 km ←                                                  | 150,0 | Община Бяла                                                                       |
| с. Горица                                                                                          | 155,3 | с. Горица                                                                         |
| гр. Бяла                                                                                           | 161,3 | гр. Бяла                                                                          |
| Община Несебър, Област Бургас                                                                      | 165,3 | Област Бургас, Община Несебър                                                     |
| (за с. Попович и Приселци) общински път ←                                                          | 166,5 |                                                                                   |
| с. Обзор                                                                                           | 167,5 | гр. Обзор                                                                         |
| | 176,6 | → общински път, (за с. Емона и лет. „Иракли“)                                     |
| с. Баня                                                                                            | 181   | с. Баня                                                                           |
| (за с. Кошарица) общински път, к.к. „Слънчев бряг“ ←                                               | 199,3 | → к.к. „Слънчев бряг“, общински път, (за гр. Свети Влас)                          |
| (от 43,5 km на III-906) III-9061, 7,7 km, к.к. „Слънчев бряг“ →                                    | 202,5 | к.к. „Слънчев бряг“                                                               |
| | 205,5 | → общински път, (за гр. Несебър)                                                  |
| | 207,8 | → общински път, (за с. Равда)                                                     |
| Община Поморие                                                                                     | 208,6 | Община Поморие                                                                    |
| (за с. Тънково) общински път, гр. Ахелой ←                                                         | 209,7 | гр. Ахелой                                                                        |
| (от 492,9 km на I-6) III-6009, 28 km →                                                             | 210,1 |                                                                                   |
| (за Поморие) общински път ←                                                                        | 218,2 |                                                                                   |
| | 218,6 | → общински път, (за гр. Поморие)                                                  |
| | 219,9 | → общински път, (за гр. Поморие)                                                  |
| Община Бургас                                                                                      | 224,8 | Община Бургас                                                                     |
| (за аерогара Бургас) общински път ←                                                                | 226,6 | → общински път, (за кв. „Сарафово“ на гр. Бургас)                                 |
| (от 150 km на I-9) III-906, 65,3 km →                                                              | 229,7 |                                                                                   |
| (от ГКПП Гюешево) I-6, 508,5 km, гр. Бургас →                                                      | 234,4 | гр. Бургас                                                                        |
| (до 11 km на III-7909) III-9008, 0 km, гр. Бургас ←                                                | 237,3 | гр. Бургас                                                                        |
| (от гр. Елхово) II-79, 90,2 km, гр. Бургас →                                                       | 241,9 | гр. Бургас                                                                        |
| | 248,4 | → 0 km, II-99 (до гр. Малко Търново)                                              |
| (от 76,3 km на II-79) III-7908, 24,2 km, с. Маринка →                                              | 252,9 | с. Маринка                                                                        |
| Община Созопол                                                                                     | 256,5 | Община Созопол                                                                    |
| (за с. Извор) общински път ←                                                                       | 258,5 |                                                                                   |
| | 264,4 | → 0 km, III-9009 (до с. Ясна поляна)                                              |
| с. Крушевец                                                                                        | 269,6 | с. Крушевец                                                                       |
| (за с. Индже войвода) общински път ←                                                               | 277,5 |                                                                                   |
| (до 50,9 km на II-79) III-908, 0 km, пътен кантон „Босна“ ←                                        | 281,0 | пътен кантон „Босна“                                                              |
| Община Малко Търново, пътен кантон „Босна“                                                         | 281,9 | → пътен кантон „Босна“, 0 km, III-907 (до 82,9 km на II-99), Община Малко Търново |
| (за с. Младежко) общински път ←                                                                    | 287,5 |                                                                                   |
| (за с. Евренозово) общински път, с. Звездец ←                                                      | 293,3 | с. Звездец                                                                        |
| | 294,1 | → общински път, (за мест. „Петрова нива“)                                         |
| (за с. Бръшлян) общински път ←                                                                     | 303,8 |                                                                                   |
| | 314,6 | → общински път, (за с. Стоилово)                                                  |
| гр. Малко Търново                                                                                  | 317,3 | гр. Малко Търново                                                                 |
| гр. Малко Търново                                                                                  | 318,3 | ← гр. Малко Търново, 113,2 km, II-99 (от 248,4 km на I-9)                         |
| ГКПП Малко Търново                                                                                 | 325,6 | ГКПП Малко Търново                                                                |